# Marie Lehnertová-Štechová
Marie Lehnertová-Štechová, v matrice Marie Jaroslava (18. června 1890 Slaný – 29. července 1970 Strančice) byla česká pedagožka a spisovatelka.

## Životopis
Její rodiče byli Marie Štechová-Breychová z Beřovic (zemřela 1921) a Václav Štech, učitel ve Slaném, později divadelní ředitel v Praze. Svatbu měli roku 1888. Marie měla pět sourozenců, jednoho z prvního otcova manželství – Václava Viléma Štecha, z druhého pak Dr. Svatopluka Štecha (27. 10. 1895), Jarmilu Liebscherovou (1898), Miladu Šimáčkovou (1900) a Jaroslava Štecha (1904–1966).
Matka Marie Štechová-Breychová byla spisovatelka, autorka kuchařky vydané v roce 1925 družstvem Máj. Otec byl rovněž spisovatel a starší bratr historik. Marie Lehnertová-Štechová vystudovala gymnázium Vesna v Brně (1906) a studovala v letech 1907–1912 dějepis a zeměpis na filosofické fakultě Univerzity Karlovy (není v seznamu doktorů).
Od roku 1914 působila jako redaktorka Ženského světa, v kterém jí vycházely především články z válečných let, které posléze roku 1919 vydala jako souborné dílo Prameny života. Dne 28. 12. 1918 vystoupila z církve katolické.
V roce 1919 se přestěhovala na Slovensko, kde vyučovala v Martině. Zde si vzala roku 1924 Ferdinanda Lehnerta, manželství se ale v roce 1928 rozpadlo. Střídavě působila na Slovensku, na Moravě i v Čechách. Vzala si život ve Strančicích. Byla publicistkou, redaktorkou a středoškolskou učitelkou, autorkou náboženských a filozofických spisů.

## Dílo

### Spisy
- Prameny života: výbor statí z let 1914–1918 – Praha: Ženský svět, 1919
- Zlý deň: z knihy "Prameny života" – poslovenčila O. P. Turčiansky Svätý Martin: Tatran, 1920
- Poznámky o lidech a věcech – Praha: Miloš Procházka,1928
- O ženě – Praha: Otto Girgal, 1929
- Myšlenky čínského filosofa Čuang-Tse – výbor a doslov Marie Štechové. Praha: Helios, 1930
- Svatý Don Bosco – Praha: Salesiáni, 1932
- Život světcův: svatý Jan Bosco – Praha: Alois Neubert, 1937
- Svatá Terezie od Ježíše – Olomouc: Dominikánská edice Krystal, 1938
- Duše a svět – Olomouc: Krystal, 1939
- Svatý Prokop: patron země České a Moravské – Olomouc: Krystal, 1940
- Budování člověka I – Strančice: 1956
- Budování člověka II – Strančice: 1957
- Čertova brázda
- Myšlienky o ľudoch a veciach – Bratislava: Tatran, 1984

### Články
- Ženský obzor 1913: Přednášky o ženském hnutí v Sdružení akademicky vzdělaných žen
- Ženský svět 1915: Podstata náboženství s. 152–154, O ženské samostatnosti s. 162, Dodatek autorky s. 206, Láska k bližnímu s. 265, Ženina úloha s. 324, Kroužek přátel křesťanského hnutí studentského s. 355
- Ženský svět 1916: Matky s. 16–18, Ženské problémy s. 17, Cena práce s. 48, Člověk s. 64, Labyrint světa a ráj srdce s. 73, Muž s. 446
- Ženský svět 1917: Dívčí román: Povídka o skutečnosti s. 25, Žena s. 129
- Kmen 1918: Vynalezení ženy s. 6, Martin Buber: Lao-tse s. 280
- Ženský svět 1919: V. B. O. Literatura s. 183
- Ženský svět 1928: Karasová Jitka: Literatura s. 200
- Slovenské pohľady 1931 Bratislava: Slavný Joyce s. 129
- Na hlubinu 1939: Člověk stvořitel s. 250–251, Stará východní moudrost s. 306, Umění přijímat život s. 312–313, Já a můj Bůh s. 375–376